# Alegeri senatoriale în Gabon, 2021
Alegeri senatoriale vor fi susținute în Gabon pe dățile de 30 ianuarie și 6 februarie 2021 pentru a reînnoi prin vot indirect membrii senatului gabonez.